# La Privada Roja
La Privada Roja es un inmueble que fue construido en 1907, ubicado en la colonia San Rafael, de la alcaldía Cuauhtémoc en la Ciudad de México. Su nombre se debe al color de los ladrillos. Su estilo es porfiriano y ha sido visitada por artistas como Tina Modotti, Diego Rivera y por políticos como Francisco I. Madero y Pancho Villa.

## Construcción
Es una construcción en tres niveles con durmientes de ferrocarril, de ladrillo rojo con más de 400 puertas y ventanas de pino. 

## Historia
Durante el Porfiriato, las privadas fueron el género arquitectónico dirigido a la clase media. Sus dimensiones son intermedias entre las casonas de la época y los cuartos de vecindad, las privadas se construyeron en dos niveles. 
Las viviendas son unifamiliares de planta cerrada, y de dimensiones intermedias entre las casonas y los cuartos de vecindad. Mientras que las vecindades de la colonia se construyeron en un solo nivel, las privadas se desarrollaron en dos niveles.